# Gánóczy Sándor (vegyészmérnök)
Gánóczy Sándor (Budapest, 1900 – Budapest, 1977. március 30.) magyar vegyészmérnök, főiskolai tanár, festőművész. Gánóczy Sándor (1861–1938) geodéta fia és Gánóczy Mária (1927) festőművész, Gánóczy Sándor (1928) teológus apja.

## Élete

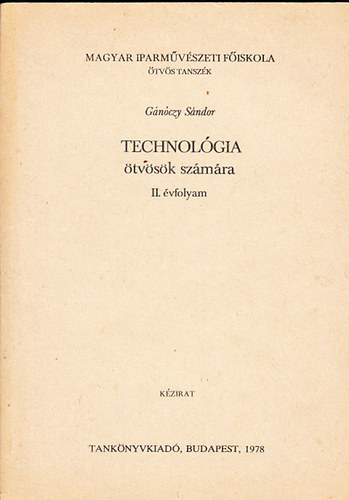
Gánóczys Technológia ötvösök számára, 1978

A fiatal Gánóczy Sándor a pozsonyi katolikus reálgimnázium tanulója volt. Az első világháború alatt 1918-ban az épphogy nagykorúvá vált Sándort behívták katonának és a belgiumi Ardennekbe küldték harcolni. A háború hamarosan véget ért, és Gánóczy a pozsonyi jogi egyetemre iratkozott be, de a trianoni békeszerződés után Magyarországot választotta, és Budapestre költözött, ahol a Műegyetemre iratkozott be. 1926-ban házasságot kötött Krenner Amáliával. Három gyermeket neveltek fel, Máriát, ifj. Sándort  és Józsefet (1936–2022). A húszas évek végén a Pénzverőbe került, mint vegyészmérnök. Először a laboratóriumban dolgozott, később az Olvasztó-Választó üzemrésznek lett a főnöke. A második világháború alatt veszedelmes körülmények közt védte a Pénzverő nemesfém készletét, először a német, majd a szovjet katonáktól.
Fiatalkorában művésznek készült, Alkotókedve egész élete végig kísérte. Termékeny rajzoló és festő volt, természet utáni városrészleteket ábrázolt, vagy fantáziadús expresszív jeleneteket ontott a korabeli budapesti életről. Sziporkázó humorával bűvölte el környezetét, akármilyen társadalmi helyzetben feltalálta magát. A hetvenes években, nyugdíjasként, az Iparművészeti Főiskola ötvös tanszékén volt előadó. “Technológia ötvösök számára” című kézirata a Tankönyvkiadó gondozásában 1978-ban jelent meg.